# Canton de Lamothe
Le canton de Lamothe est un ancien canton français du département de la Dordogne. Il faisait partie du district de Mussidan et avait pour chef-lieu Lamothe (aujourd'hui Lamothe-Montravel).

## Histoire
Le canton de Lamothe est créé en 1790 sous la Révolution en même temps que les départements. Il dépend du district de Montpon, rapidement renommé en district de Mussidan jusqu'en 1795, date de suppression des districts.
Lorsque ce canton est supprimé par la loi du 8 pluviôse an IX (28 janvier 1801)  portant sur la « réduction du nombre de justices de paix », ses communes sont alors rattachées au canton de Vélines dépendant de l'arrondissement de Bergerac.

## Composition
- Bonnefare[2], qui fusionne avec Saint Michel de Montaigne avant 1795,
- Bonneville[3],
- Lamothe[1],
- Montcarret[4],
- Montravel[5], qui fusionne avec Montcarret avant 1795,
- Saint Avit Fumadiere[6],
- Saint Michel de Montaigne[7],
- Saint Seurin de Prats[8].